# Ковач Михайло Іванович
Михайло Іванович Ковач (27 жовтня 1909, м. Шид, Воєводина, Югославія – 17 червня 2005, м. Новий Сад,Сербія — український поет, прозаїк, драматург, журналіст, культурно-освітній діяч. Член Спілки письменників Югославії (1966) та Спілки письменників України (1992).

## Життєпис
Народився у багатодітній родині залізничника. Закінчив Крижевецьку учительську семінарію (1929), до 1966 року працював учителем, потім журналістом.

## Творчість
Автор поетичних збірок «Мій світ» (1964), «Пісні діда-садівника» (1979), «Світло вечорове» (1985); збірок оповідань «Тихі води» (1970), «Дитячий світ» (1971), «Перші радощі» (1977), «На околиці» (1983); роману «Гриць Бандурик» (1972 у співавт. з Ш. Гудаком); повісті «Цеглярня» (1982); драм «На світанні» (1952), «Орачі» (1954). Писав твори для дітей, перекладав.

## Нагороди та відзнаки
- Лауреат премії ім. В. Винниченка (1994).